# Anna-Katharina Müller
Anna-Katharina Müller (* 12. September 1980 in Zürich) ist eine deutsch-schweizerische Schauspielerin und Performerin.

## Leben und Wirken
Anna-Katharina Müller studierte Schauspiel an der Hochschule der Künste Bern. Während ihrer Ausbildung erhielt sie Stipendien vom Migros-Kulturprozent und von der Friedl-Wald-Stiftung. Seit ihrem Diplom ist sie als Schauspielerin und Performerin tätig. Sie arbeitet sowohl in der freien Szene wie auch an festen Häusern, darunter am Schauspielhaus Zürich, am Stadttheater Bern, am Theater an der Winkelwiese, am Theaterhaus Gessnerallee, an den Sophiensælen, im Ballhaus Ost und am Theaterdiscounter in Berlin. Dort arbeitete sie u. a. mit Regisseuren wie Christina Rast, Manuel Bürgin, Matthias Mooij, Thom Luz, Barbara-David Brüesch, Stephan Roppel, Beatrix Bühler, der Autorin Daniela Janjic und der Choreografin Laura Kalauz. Regelmäßige Zusammenarbeit verbindet sie mit den Gruppen Bignotwendigkeit und Kämpf/Urweider (von den Autoren Matto Kämpf und Raphael Urweider). 2008 nahm sie am Schweizer Förderprojekt Junge Talente teil sowie 2012 am Internationalen Forum am Theatertreffen in Berlin, im Rahmen eines Stipendiums. Seit 2014 ist sie Teil der Gruppe Lunatiks produktion in Berlin, wo sie sowohl als Performerin wie auch in der Konzeption und Recherche tätig ist. Müller ist zudem regelmäßig im Kino und Fernsehen zu sehen.
Sie lebt mit ihrer Familie in Berlin und Zürich.

## Filmografie (Auswahl)
- 2005: Frohe Ostern, Regie: Ulrich Schaffner
- 2009: Franzi, Regie: Matthias Kiefersauer
- 2011: Alles eis Ding, Regie: Anita Blumer
- 2013: Rosie, Regie: Marcel Gisler
- 2013: Der Bestatter, Regie: Markus Welter
- 2014: Chrieg, Regie: Simon Jaquemet
- 2015: Tatort – Wofür es sich zu leben lohnt, Regie: Aelrun Goette
- 2015: Experiment Schneuwly, Regie: Juri Steinhart
- 2015: Der Frosch, Regie: Jann Preuss
- 2016: Die Lehrer, Regie: Eric Andreae und Adrian Aeschbacher
- 2016: Vakuum, Regie: Christine Répond
- 2017: Die fruchtbaren Jahre sind vorbei, Regie: Natascha Beller
- 2018: Mario, Regie: Marcel Gisler
- 2018: Stilles Land Gutes Land, Regie: Johannes Bachmann
- 2018: Wilder, Regie: Pierre Monnard
- 2019: Spagat, Regie: Christian Johannes Koch
- 2019: Nr. 47, Regie: Chanelle Eidenbenz
- 2019: Prinzessin, Regie: Peter Luisi
- 2020: Advent, Advent, Regie: Natascha Beller und Patrick Karpiczenko
- 2022: Drii Winter, Regie: Michael Koch
- 2022: Tatort – Schattenkinder, Regie: Christine Répond

## Auszeichnungen
- 2004: Stipendium Friedl Wald Stiftung
- 2005: Stipendium Migros-Kulturprozent
- 2005: Stipendium Friedl-Wald-Stiftung
- 2006: Stipendium Migros-Kulturprozent
- 2006: Max-Reinhardt-Preis und Publikumspreis am Theatertreffen deutschsprachiger Schauspielschulen
- 2008: Junge Talente Schweiz
- 2012: Pro-Helvetia-Stipendium Internationales Forum Theatertreffen Berlin
- 2019: Publikumspreis für Stilles Land Gutes Land am Filmfestival Max Ophüls Preis
- 2019: Nominierung Student Academy Award für Stilles Land Gutes Land